# Lia Olguța Vasilescu
Pour les articles homonymes, voir Vasilescu.
Lia Olguța Vasilescu, née le 18 novembre 1974 à Craiova, est une femme politique roumaine, membre du Parti social-démocrate (PSD) et maire de Craiova de 2012 à 2017. Elle est réélue à la mairie de Craiova en 2020.

## Biographie
Lia Olguța Vasilescu est diplômée en roumain et en italien de l'université de Craiova en 1997. Entre 1997 et 2000, elle travaille pour le journal local Cuvântul Libertății.
En 1991, elle compte parmi les fondateurs du Parti de la Grande Roumanie (PRM), dont elle est la porte-parole de 2000-2004. Lors des élections législatives de 2000, elle est élue à la Chambre des députés, puis réélue en 2004. 
Elle quitte le PRM en 2007 pour rejoindre le Parti social-démocrate (PSD). En 2008, elle est élue au Sénat sous les couleurs de son nouveau parti. 
En 2012, Lia Olguța Vasilescu est élue maire de sa ville natale, Craiova, devenant la première femme à diriger la mairie d'un chef-lieu de județ de Roumanie.
En janvier 2017, elle est nommée ministre du Travail et de la Justice sociale dans le gouvernement Grindeanu puis confirmée dans ses fonctions dans le gouvernement Tudose en juin 2017.